# Túnel Daspoort
El Túnel Daspoort también llamado Ollie Deneyschen (en afrikáans: Daspoorttonnel; en inglés: Daspoort Tunnel) es un túnel de carretera en Pretoria, Sudáfrica. Conecta los suburbios de Claremont y Danville. Fue construido después de que el concejal de Pretoria AP Deneyschen notó que los trabajadores de Iscor que vivían Hércules se veían obligados a recorrer largas distancias para trabajar. La construcción del túnel llevó 40 meses y costó 17 millones de Rands. Fue inaugurado el 10 de agosto de 1972 por el alcalde de Pretoria GJ Malherbe. Tiene una longitud de 573 m, un ancho de 11,6 m, una altura de 7,5 m en el centro y 13,6 m en los extremos, y tiene una capacidad de 6.000 vehículos al día. El túnel se encuentra en la ruta regional R55.